# Synagoge (Tomaszów Lubelski)

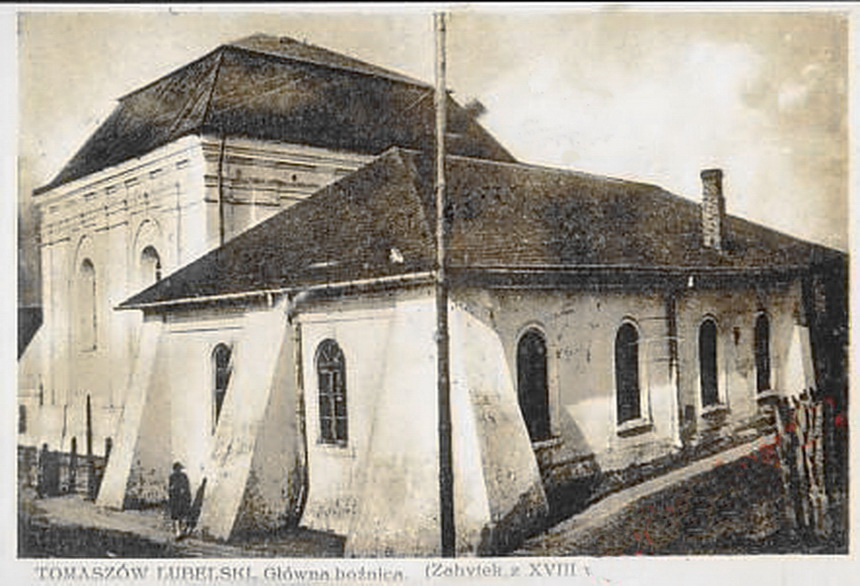
Synagoge in Tomaszów Lubelski

Die Synagoge in Tomaszów Lubelski, einer polnischen Stadt in der Woiwodschaft Lublin, wurde vermutlich im ersten Viertel des 17. Jahrhunderts errichtet und im Zweiten Weltkrieg nach dem Überfall auf Polen von den deutschen Besatzern zerstört.

## Beschreibung
Außer einigen Fotos ist nur wenig über die Synagoge bekannt. Auf Basis der Gemeinsamkeiten mit den Synagogen in Zamość und Szczebrzeszyn wird angenommen, dass sie ebenso wie diese zu Beginn des 17. Jahrhunderts erbaut wurde.
Die Haupthalle war nahezu quadratisch. Die vier Seitenwände hatten je zwei tiefliegende, große Rundbogenfenster.
Entlang der Südseite waren höchstwahrscheinlich die Frauengebetsräume; an der Westseite mit dem Eingangsbereich waren weitere Anbauten.
Auf den Fotos hat die Synagoge ein Mansardendach und darüber abgesetzt ein Walmdach. In Analogie zur Synagoge in Zamość und anderen Synagogen aus dieser Zeit und dieser Region ist davon auszugehen, dass ursprünglich ein Dach hinter einer Attika verdeckt war und dieses zusammen mit der Attika im 18. Jahrhundert durch das auf den Fotos abgebildete Dach ersetzt wurde.
Ein zylinderförmiger Anbau an der Westseite war vermutlich ein Treppenhaus, das unter das Dach führte.